# Soraya Degheidy
Soraya Degheidy, née le 16 juillet 1995 au Caire, est une joueuse égyptienne de basket-ball évoluant au poste d'arrière.

## Carrière
Soraya Degheidy est finaliste du Championnat d'Afrique féminin de basket-ball des 16 ans et moins en 2011.
Elle participe aux championnats d'Afrique 2015, 2017, 2019, 2021 et 2023.
Elle évolue en club à Al Ahly.